# Носферату (филм, 2024)
„Носферату“ (на английски: Nosferatu) е американски готически филм на ужасите от 2024 г. на режисьора Робърт Егърс по негов сценарий. Той е римейк на немския ням филм „Носферату – симфония на ужаса“ (1922 г.) и е базиран на романа „Дракула“, написан от Брам Стокър през 1897 г. Във филма участват Бил Скарсгорд, Никълъс Холт, Лили-Роуз Деп, Арън Тейлър-Джонсън, Ема Корин, Ралф Инесън, Саймън Макбърни и Уилям Дефо. Премиерата на филма се състои в Берлин на 2 декември 2024 г. и излиза по кината в Съединените щати в разпространение от „Фокус Фийчърс“ на 25 декември 2024 г. Разпространител в световен мащаб е „Юнивърсъл Пикчърс“.

## Актьорски състав
- Бил Скарсгорд – Граф Орлок[5]
- Никълъс Холт – Томас Хътър
- Лили-Роуз Деп – Елън Хътър[6][5]
- Арън Тейлър-Джонсън – Фридрих Хардинг
- Ема Корин – Ана Хардинг
- Ралф Инесън – доктор Вилхелм Сийвърс
- Саймън Макбърни – Хер Нок
- Уилям Дефо – професор Албин Ибърхарт Вон Франц[5]

## Снимачен процес
Снимките започват в Чехия на 20 февруари 2023 г. и приключват на 19 май 2023 г.